# Sara Yorke Stevenson
Sara Yorke Stevenson (19 de fevereiro de 1847 — 14 de novembro de 1921) foi uma arqueóloga americana especializada em egiptologia, uma das fundadoras do Museu de Arqueologia e Antropologia da Universidade da Pensilvânia, sufragista e ativista dos direitos das mulheres e colunista do jornal Philadelphia Public Ledger.
Como acadêmica, Stevenson publicou livros e artigos sobre egiptologia e a cultura material do antigo Oriente Próximo, bem como um livro de memórias sobre o reinado de Maximiliano do México. Ela foi a primeira curadora da Coleção Egípcia do Museu Penn e desempenhou um papel importante na aquisição de grande parte da própria coleção. Como ativista dos direitos das mulheres, ela atuou como a primeira presidente da Equal Franchise Society e do Clube Cívico da Filadélfia. Ela foi a primeira mulher a receber um título honorário da Universidade da Pensilvânia, a primeira mulher a lecionar no Museu Peabody de Arqueologia e Etnologia da Universidade de Harvard e a primeira mulher membro do Júri de Prêmios de Etnologia na Exposição Colombiana Mundial em Chicago.

## Vida pessoal

### Infância e primeiros anos de vida
Os pais de Sara Yorke Stevenson eram Edward Yorke (20 de dezembro de 1798 – 1868) e Sarah Hanna Yorke, que se casaram em Nova Orleães, Luisiana em 1834 e se mudaram para Paris durante a década de 1840. Ambos vinham de famílias estabelecidas: a família de sua mãe possuía uma grande plantação de algodão e seu pai era um corretor de algodão.
Edward Yorke nasceu na Filadélfia e mudou-se para Nova Orleães para representar o escritório de advocacia Yorke & Macalister. Na Luisiana, ele esteve envolvido no estabelecimento do sistema escolar público em Nova Orleães. Ele se interessou por empreendimentos comerciais, incluindo a introdução de gás em Paris e uma ferrovia trans-ístmica em Tehuantepec. Ele morreu de paralisia em Vermont em 1868. Sarah Hanna nasceu no Alabama e se mudou com a família para Nova Orleães.
Além de Sara, seu filho mais novo, Edward e Sarah Hanna Yorke tiveram outros quatro filhos:
- Edward Yorke: nascido em Nova Orleães; formado em engenharia na École Centrale em Paris; casou-se com Jane Heard; morreu afogado em 1884.
- Ellen Yorke: nascida em Nova Orleães, casou-se com o capitão Charles Blanchot em 1865.
- Ogden Yorke: nascido em Nova Orleães; formado em engenharia na École Centrale em Paris; morto por bandidos enquanto trabalhava na Ferrovia Isthmian em 1862.
- Mary Yorke: nascida em Paris, França; casou-se com Maurice Kingsley.

#### França
Sara Letitia Yorke nasceu na Rue de Courcelles, em Paris, em 19 de fevereiro de 1847. Os pais de Sara voltaram para os Estados Unidos quando ela tinha apenas dez anos, deixando suas filhas para frequentar um internato na França. Ela viveu em Paris de 1858 a 1862 sob a tutela de M. Achille Jubinal, que inspirou o interesse inicial de Stevenson em arqueologia e egiptologia. Durante este tempo conheceu o Duque de Morny, meio-irmão de Napoleão e figura proeminente na Segunda Intervenção Francesa no México, conflito com o qual logo se familiarizaria profundamente. Em 1862, Sara partiu da França para o México por mar, sobre o qual escreveu:
| “ | Havia apenas quarenta passageiros a bordo e, comparativamente falando, pouco da animação que geralmente precede a saída de um navio a vapor. Encontrei sem dificuldade o banqueiro francês e sua esposa mexicana que gentilmente consentiram em me acompanhar durante minha jornada solitária; e logo descobri que ela e eu éramos as únicas mulheres a bordo. | ” |
|   | — Sarah Yorke Stevenson. |   |

#### México
Em 1862, a família Yorke mudou-se para Tacubaya, um subúrbio da Cidade do México, após o assassinato do irmão de Sara, Ogden. No México, ela participou de muitas reuniões sociais da recém-nomeada Imperatriz do México Carlota da Bélgica e seu marido Maximiliano. O relato em primeira mão de Stevenson sobre o Segundo Império Mexicano intitulado Maximilian in Mexico: A Woman's Reminiscences of the French Intervention 1862-1867 (Nova Iorque, 1899), deu uma grande visão sobre o funcionamento interno da vida da corte durante esse tempo. CM Mayo comentou que este livro foi o "mais lúcido, informado e equilibrado... de todas as memórias em língua inglesa do Segundo Império/Intervenção Francesa. Sara Yorke Stevenson e sua mãe, Sarah Hanna Yorke, aparecem no romance de Mayo, intitulado The Last Prince of the American Empire ("O Último Príncipe do Império Americano").

#### Estados Unidos
Em 1867, a família Yorke mudou-se para Vermont. O pai de Sara morreu apenas um ano depois, em 1868, e logo depois, aos 21 anos, Sara Yorke mudou-se para a Filadélfia para morar com dois de seus tios e uma tia do lado Yorke de sua família.

### Casamento e família
Sara Yorke casou-se com Cornelius Stevenson, um advogado da Filadélfia, em 30 de junho de 1870. Cornelius Stevenson nasceu na Filadélfia em 14 de janeiro de 1842, filho único de Adam May e Anna Smith (Philips) Stevenson. Ele serviu como soldado na Primeira Tropa, Cavalaria da Cidade da Filadélfia durante a Guerra Civil.
Sara Yorke Stevenson e Cornelius Stevenson tiveram um filho, William Yorke Stevenson (1878-1922) que se casou com Christine Wetherill Rice.

### Morte

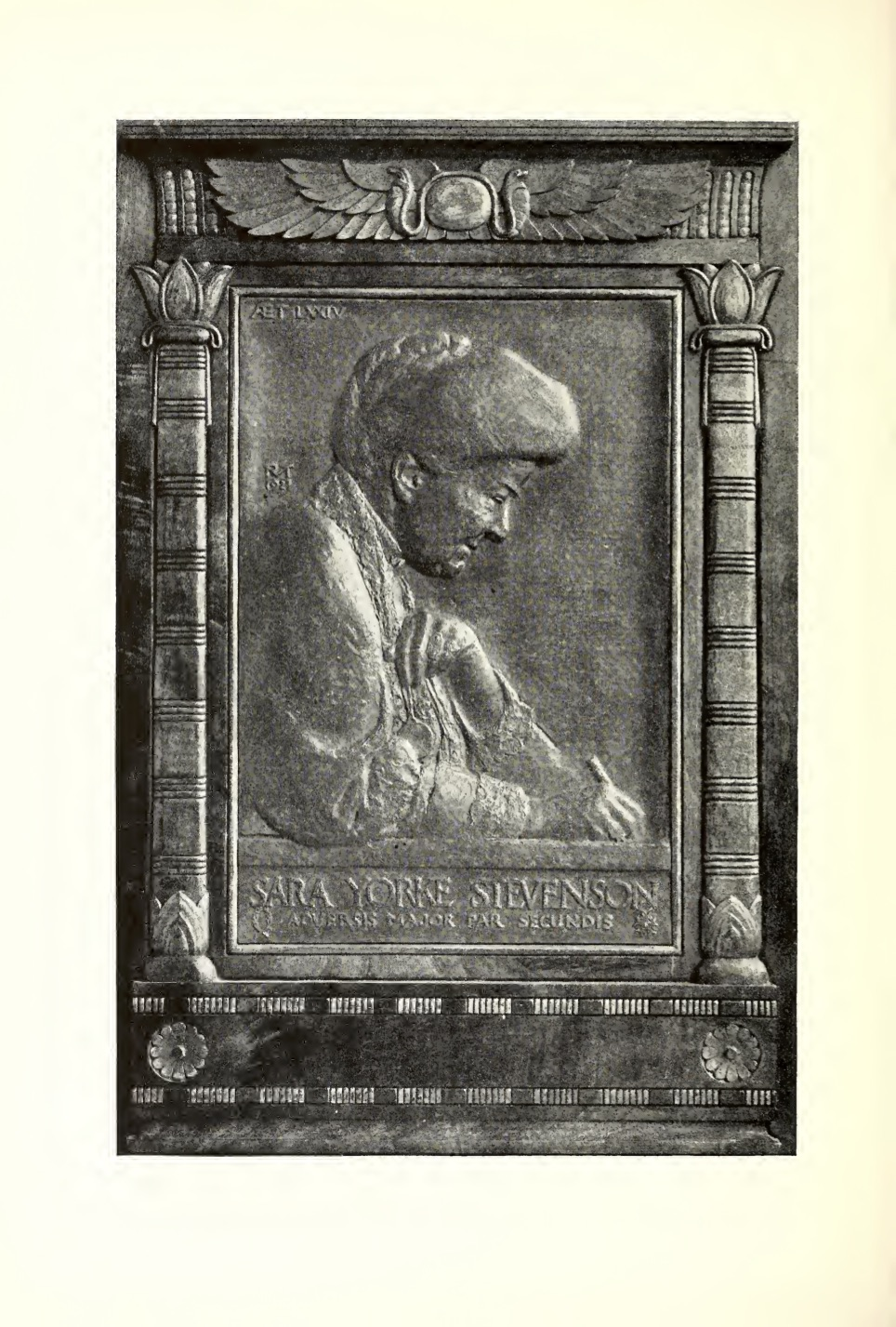
Placa de Sara Yorke Stevenson feita em homenagem póstuma

Sara Yorke Stevenson morreu em 14 de novembro de 1921. Em fevereiro de 1922, uma homenagem a Stevenson foi incluída no Boletim do Museu da Pensilvânia que a descreveu da seguinte forma:
Para nós sempre surgirá, à menção da Sra. O nome de Stevenson, a pequena figura digna com a bolsa preta da qual ela tirou, como a mãe inesperada no Swiss Family Robinson, exatamente a coisa necessária no momento. Por um conselho sábio, por tolerância, por simpatia compreensiva, todos nós a procuramos e nunca fomos recusados. Seu conselho se baseava em uma experiência de mundo que incluía meio século de verdadeira intimidade com pessoas brilhantes e sábias que a procuravam como companheira; foi pungente com interlúdios da capital mexicana, dias parisienses e escavações egípcias. Era invariavelmente moral e direto, mas temperado com um mundanismo que nunca foi o conselho do medo das consequências. Sua tolerância, embora parecesse quase universal, recusava-se a encobrir uma farsa ou tolerar a insinceridade. Se ela nem sempre suportava os idiotas de bom grado, geralmente conseguia arranjar alguma diversão deles para encurtar seu discurso com uma rápida mudança de humor.
Os papéis de Sara Yorke Stevenson foram retirados da casa de Frances Anne Wister e doados à Biblioteca Connelly da Universidade La Salle como parte da Coleção Owen Wister pelo David Prince Estate. Ela está enterrada no Cemitério Laurel Hill, na Filadélfia.

## Vida profissional e pública

### Pautas de interesse público
Stevenson desempenhou um papel de liderança em várias pautas de interesse público locais (também conhecidas como sociedades civis, ou grupos de comunidade de cidadãos muitas vezes ligados por interesses e atividades coletivas), inclusive servindo como fundadora e primeira presidente da Equal Franchise Society da Filadélfia, cofundadora e presidente por dois mandatos do Clube Cívico da Filadélfia (um grupo de mulheres que defendia a reforma e melhoria cívica), a presidente do Acorn Club por 25 anos, presidente do Contemporary Club e presidente do Comitê Americano para a França Devastada do Auxílio Emergencial da Fundação Pensilvânia. Ela também atuou no Comitê do Centenário das Mulheres da Exposição do Centenário da Filadélfia de 1876, que criou uma exposição conhecida como "Edifício das Mulheres" que apresentou "pela primeira vez, em uma exposição internacional, os laços íntimos, valores compartilhados e realizações materiais das mulheres" e foi saudado como um marco no movimento das mulheres do século XIX.

#### A força motriz de Furness-Mitchell Coterie

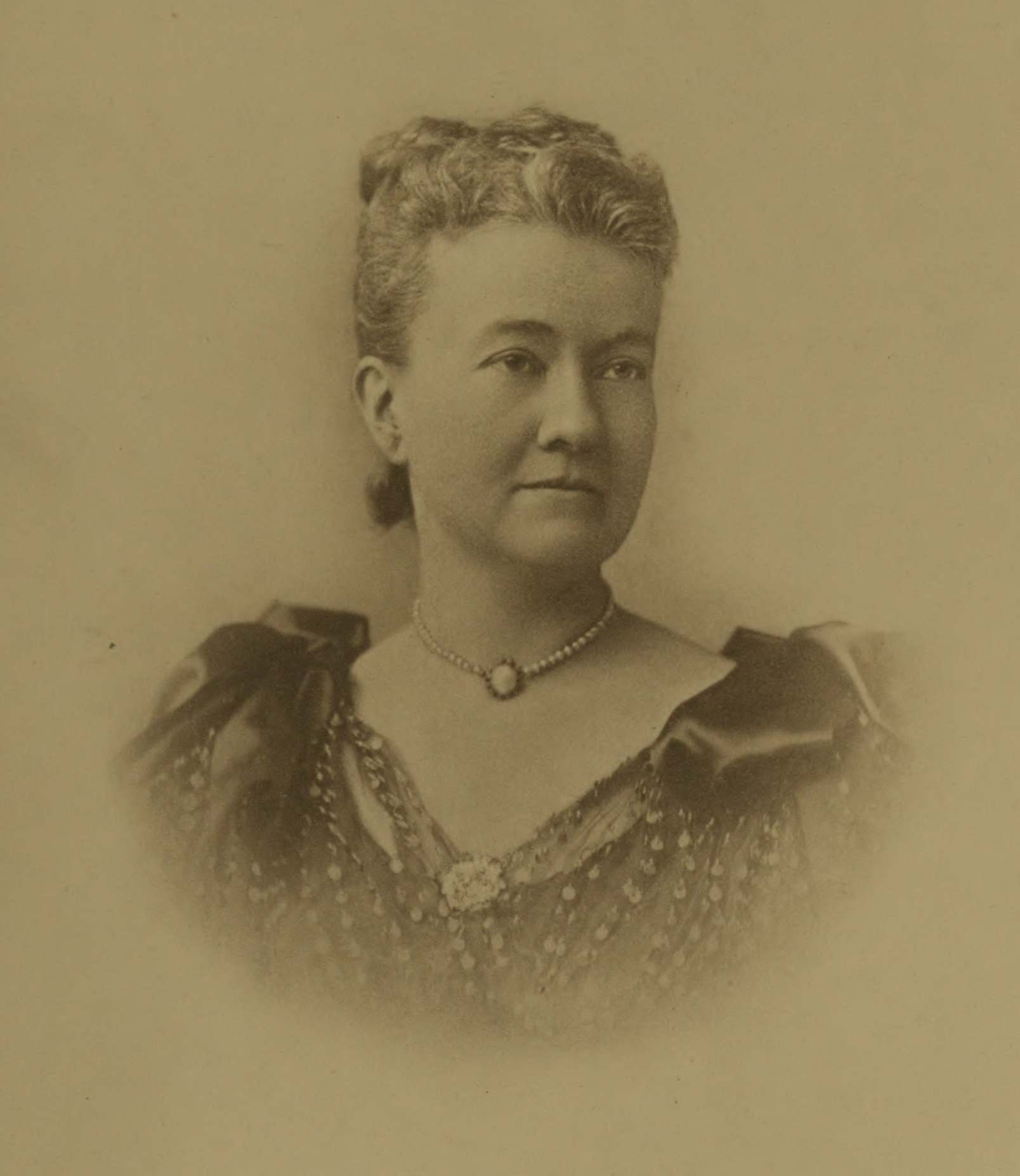
Primeiros retratos de Sara Yorke

Stevenson fazia parte de um grupo de acadêmicos de classe alta da Filadélfia que eram conhecidos internacionalmente como "Furness-Mitchell Coterie", isto é, como se fosse uma força motriz em muitas áreas, especialmente na antropologia, durante o final do século XIX e início do século XX. O grupo incluía músicos, médicos, escritores, acadêmicos, antropólogos e educadores e era "incomum na aceitação de mulheres realizadas como iguais intelectuais". Por causa de seu envolvimento no círculo, Stevenson foi capaz de formar relacionamentos próximos e trabalhar em colaboração com outros membros do grupo, incluindo Horace Howard Furness, Owen Wister, S. Weir Mitchell, Talcott Williams e Agnes Irwin.

#### AEqual Franchise Societyda Filadélfia
Stevenson estabeleceu a Equal Franchise Society, no estado da Pensilvânia, pelo reconhecimento às dificuldades que as mulheres enfrentavam para obter o direito de voto. Ela serviu como presidente até 1910 e primeira vice-presidente até a Emenda do Sufrágio Federal aprovada em 1920. Em 1910, a Equal Franchise Society da Filadélfia republicou o discurso intitulado Shall Women Have the Right to Vote? (As mulheres terão o direito de votar?), originalmente proferido por Wendell Philipps em Worcester, MA em 1851. Na frente da publicação, Stevenson (assinado apenas como 'SYS'), refletiu sobre a luta em curso pelo sufrágio feminino, escrevendo:
Um filósofo chinês, discípulo de Laotse, disse certa vez: “O homem é como uma criança nascida à meia-noite que, ao ver o nascer do sol, pensa que não houve ontem”. Há muitas pessoas na comunidade, ainda hoje, que consideram o movimento atual em favor do sufrágio igual uma agitação transitória, histérica, de natureza demagógica, cujo impulso foi recebido nos Estados Unidos pelas explosões de militantes partidários na Inglaterra. Na mente dessas pessoas, o movimento no passado é vagamente associado a roupas excêntricas e mais ou menos ridículas; no presente, com a inquietação do que é considerado uma demonstração não feminina.
Embora os crentes no sufrágio igualitário neste país tenham aproveitado o interesse despertado em todas as partes do mundo pelas notícias das sufragistas militantes da Inglaterra, o movimento pode reivindicar uma história respeitável e um pedigree bastante longo. Se no século passado as pioneiras na reivindicação dos “Direitos das Mulheres” na Inglaterra encontraram força no apoio de homens como John Stuart Mill, suas irmãs americanas encontraram, entre outros, um defensor declarado em outro pensador claro —  Wendell Phillips.

O princípio da igualdade é geralmente admitido —  a questão da conveniência ainda nos confronta. Ao reimprimir o admirável discurso de Wendell Phillips, a intenção, portanto, é deixar clara a relação do movimento atual com sua formação histórica. Ao ouvir as palavras de um homem forte que, em 1851, teve a coragem de apoiar uma causa impopular no interesse da justiça e do fair play, espera-se que seja dado alento aos que hoje lutam nas fileiras. - S. Y. S
No que diz respeito ao seu papel ativo no movimento pelos direitos das mulheres, Stevenson disse o seguinte: "Os dias de martírio inútil acabaram, também aqueles de sacrifício heróico onde não é necessário. O que precisamos fazer hoje não é massacrar homens e partidos que não pensam como nós... mas educá-los, ensiná-los a ver, a conhecer, a amar, a sentir, a crescer."

## Carreira

### Antropologia e egiptologia

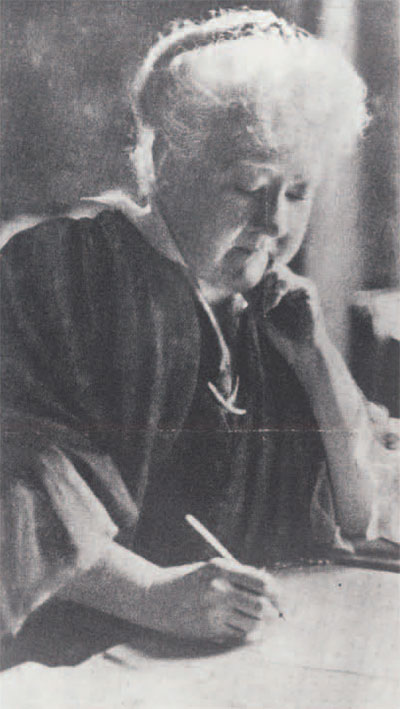
Sara Yorke Stevenson no trabalho

Na década de 1880, a antropologia ainda estava emergindo como uma disciplina acadêmica estabelecida, e as universidades estavam começando a desenvolver e formalizar seus departamentos de antropologia. Stevenson se envolveu em atividades egiptológicas através de sua participação na filial americana do Egypt Exploration Fund, fundada em 1882 por Amelia Edwards. Ao longo de sua carreira, Stevenson fez várias viagens ao exterior, embora nunca tenha realizado seu próprio trabalho de campo arqueológico. Ela contribuiu para as coleções do que hoje é o Museu de Antropologia e Arqueologia da Universidade da Pensilvânia como a primeira curadora da seção egípcia e mediterrânea, cargo para o qual foi nomeada em 1890. "Anthropological Work in America", um artigo na edição de julho de 1892 da revista acadêmica Popular Science declarou que Stevenson "é talvez a única senhora egiptóloga [da América]. Suas palestras sobre assuntos egípcios fizeram uma sensação." Ela orientou com Frederick Ward Putnam, que acabara de estabelecer o departamento de antropologia de Harvard, junto com Franz Boas, Zelia Nuttall e Alice Fletcher. Os interesses de Stevenson eram muito amplos e variavam da difusão cultural à evolução cultural.
Em 1892, Putnam apoiou a nomeação de Stevenson para o Júri de Prêmios de Etnologia durante a Exposição Mundial Colombiana em Chicago. Um ato especial teve que ser aprovado para permitir que uma mulher servisse nessa posição; Stevenson foi eleita vice-presidente do júri. Em 1894, Stevenson foi a primeira mulher a falar no Museu Peabody sobre "Egito no Amanhecer da História". Ela foi presidente do Clube Oriental da Filadélfia, do Clube Contemporâneo, presidente e secretária do Capítulo da Pensilvânia do Instituto Arqueológico da América, e foi fundadora e oficial da Associação Arqueológica da Universidade, da Sociedade Americana de Folclore e da Sociedade Americana de Exploração. Ela também foi membro da Numismatic and Antiquarian Society of Philadelphia e, em 1895, foi uma das duas primeiras mulheres admitidas na American Philosophical Society. Stevenson também se juntou à Associação Americana para o Avanço da Ciência em 1884 e foi nomeado Fellow em 1895.
Em 1894, Stevenson foi a primeira mulher a receber um doutorado honorário da Universidade da Pensilvânia. Ela também recebeu um diploma honorário da Temple University e medalhas do Instituto Nacional de Ciências Sociais.
Sobre o papel de Stevenson, Langdon Warner declarou: "Se as mulheres hoje não encontram dificuldade em ser reconhecidas como acadêmicas, e se seu conselho é exigido em museus, é devido à Sra. Stevenson em uma medida muito maior do que nossa geração casual jamais conhecerá."

#### Museu de Arqueologia e Antropologia da Universidade da Pensilvânia
Stevenson desempenhou um papel fundamental no estabelecimento do Museu de Arqueologia e Antropologia da Universidade da Pensilvânia (Penn Museum). Em 1891, Stevenson, William Pepper, Talcott Williams e Joseph Coates foram nomeados pela University Archaeological Association para criar o Departamento de Arqueologia e Paleontologia. Stevenson então serviu no conselho de administração desde o seu início (1892) até 1905 (secretário 1894-1904; presidente 1904-05). Durante seu mandato, ela contribuiu para a construção do "Museu Livre de Ciência e Arte", que foi dedicado pela primeira vez em 1899 e que acabou se tornando o Museu Penn. Ela atuou como curadora da seção egípcia e mediterrânea do museu de 1890 a 1905. Em sua posição como curadora, Stevenson estava preocupada com aquisições de coleções e em 1898 ela viajou para o Egito e comprou 42 caixas de artefatos para a American Exploration Society, principalmente do antigo sítio de Dendereh, incluindo o primeiro papiro do Penn Museum.

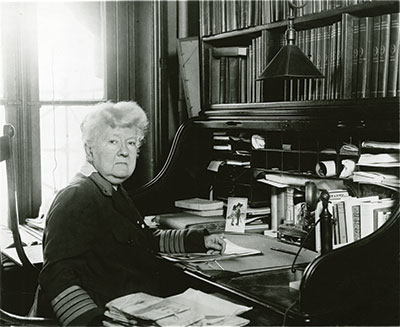
Sara Yorke Stevenson em seu escritório no Penn Museum

Em 1905, Stevenson, juntamente com mais de 125 apoiantes, renunciou ao seu cargo no museu após a controvérsia em torno das apropriações pessoais de Hermann Hilprecht e da publicação fraudulenta de antiguidades. Hilprecht foi inocentado das acusações, mas Stevenson nunca retornou ao seu cargo no museu.
Conforme observado em sua biografia do Penn Museum: "Como uma das principais fundadoras do Museu Universitário, cujas contribuições para o programa de construção do Museu foram essenciais para seu sucesso, Stevenson deu um exemplo poderoso para gerações de mulheres seguirem.

### Jornalismo
Stevenson escreveu como colunista do Philadelphia Public Ledger sob os pseudônimos Peggy Shippen ("Diário de Peggy Shippen") e Sally Wistar ("Sally Wistar Says") até 1920. Como Peggy Shippen, Stevenson escreveu uma coluna social para a classe alta da Filadélfia, e seu pseudônimo prestou homenagem a Peggy Shippen, uma Filadélfia e uma figura proeminente durante a Guerra Revolucionária que foi casada com Benedict Arnold.

### Educação e estudos museológicos
Após sua saída do Museu Penn em 1905, Stevenson desenvolveu um dos primeiros cursos de nível universitário na formação de profissionais de museus nos Estados Unidos, que ela ensinou no Museu e Escola de Arte Industrial da Pensilvânia, agora conhecido como Universidade das Artes de Filadélfia. Suas palestras abordaram temas que iam desde "O Museu Moderno e suas Funções" até "As Doenças dos Objetos e Remédios". Ela também se tornou curadora do museu agora conhecido como Museu de Arte da Filadélfia.

## Publicações acadêmicas
- "On Certain Symbols used in the Decoration of some Potsherds from Daphnae and Naukratis, now in the Museum of the University of Pennsylvania," Proceedings of the Numismatic and Antiquarian Society of Philadelphia for 1890–91, 1892. (em inglês)
- "The Tomb of King Amenhotep," Papers on Egyptian Archaeology, 1892. (em inglês)
- "Mr. Petrie's Discoveries at Tel el-Amarna," Science Vol. 19; Nos. 480–482, 510. (em inglês)
- "An Ancient Egyptian Rite Illustrating a Phase of Primitive Thought," International Congress of Anthropology, Memoirs, Chicago, 1894, 298–311. (em inglês)
- "Some Sculptures from Koptos in Philadelphia," American Journal of Archaeology 10 (1895), 347–351. (em inglês)
- "The Feather and the Wing in Early Mythology," Oriental Studies of the Oriental Club of Philadelphia, 1894, 202–241. (em inglês)
- "On the Remains of Foreigners Discovered in Egypt by Mr. W.M. Flinders Petrie, 1895, now in the Museum of the University of Pennsylvania," Proceedings of the American Philosophical Society, Vol. XXXV. (em inglês)
- Maximilian in Mexico: A Woman's Reminiscences of the French Intervention. New York, 1899. (em inglês)
- Egypt and Western Asia in Antiquity by Ferdinand Justi, Morris Jastrow Jr., and Sara Y. Stevenson, Philadelphia, 1905. (em inglês)